# 真功夫

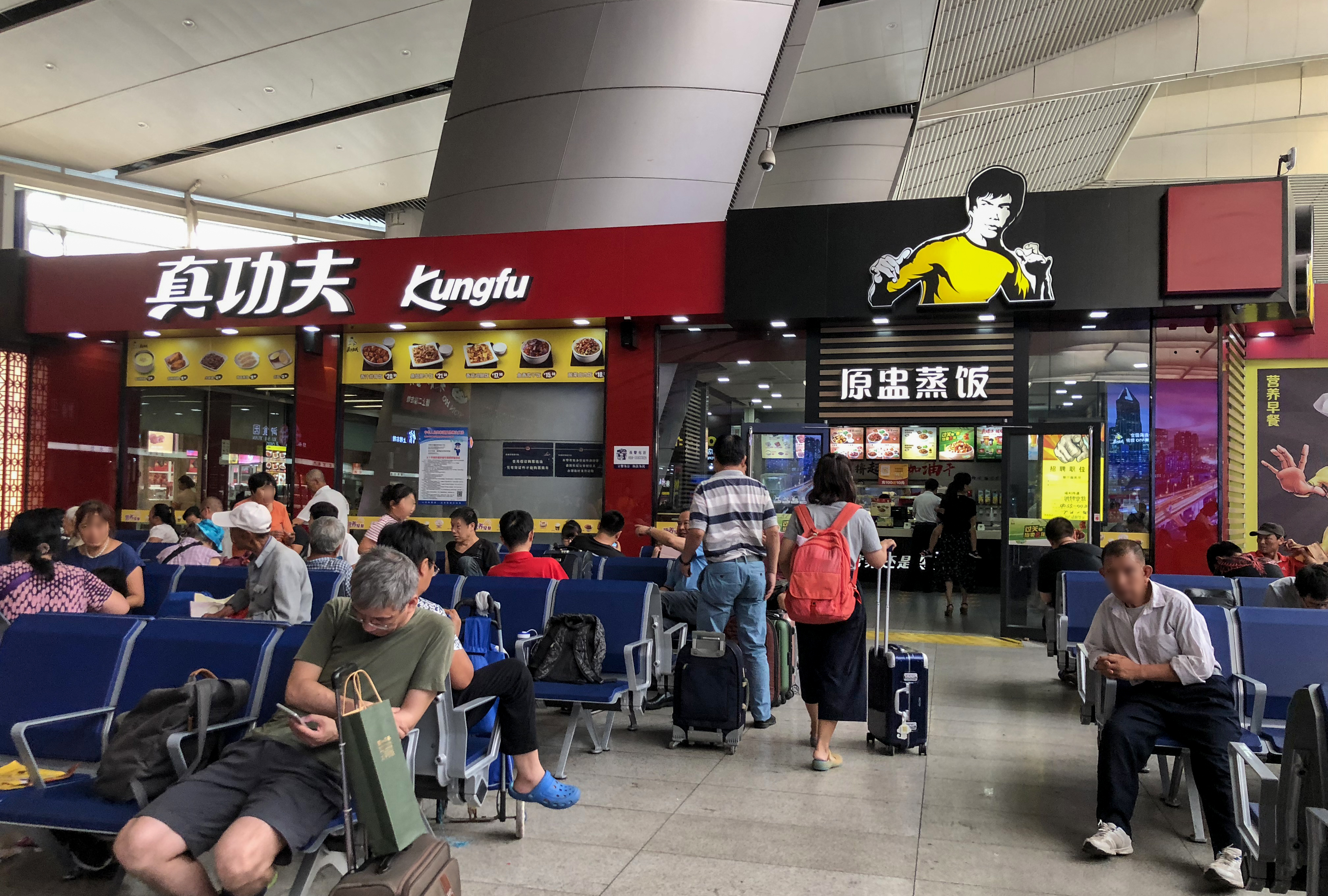
北京南站真功夫分店

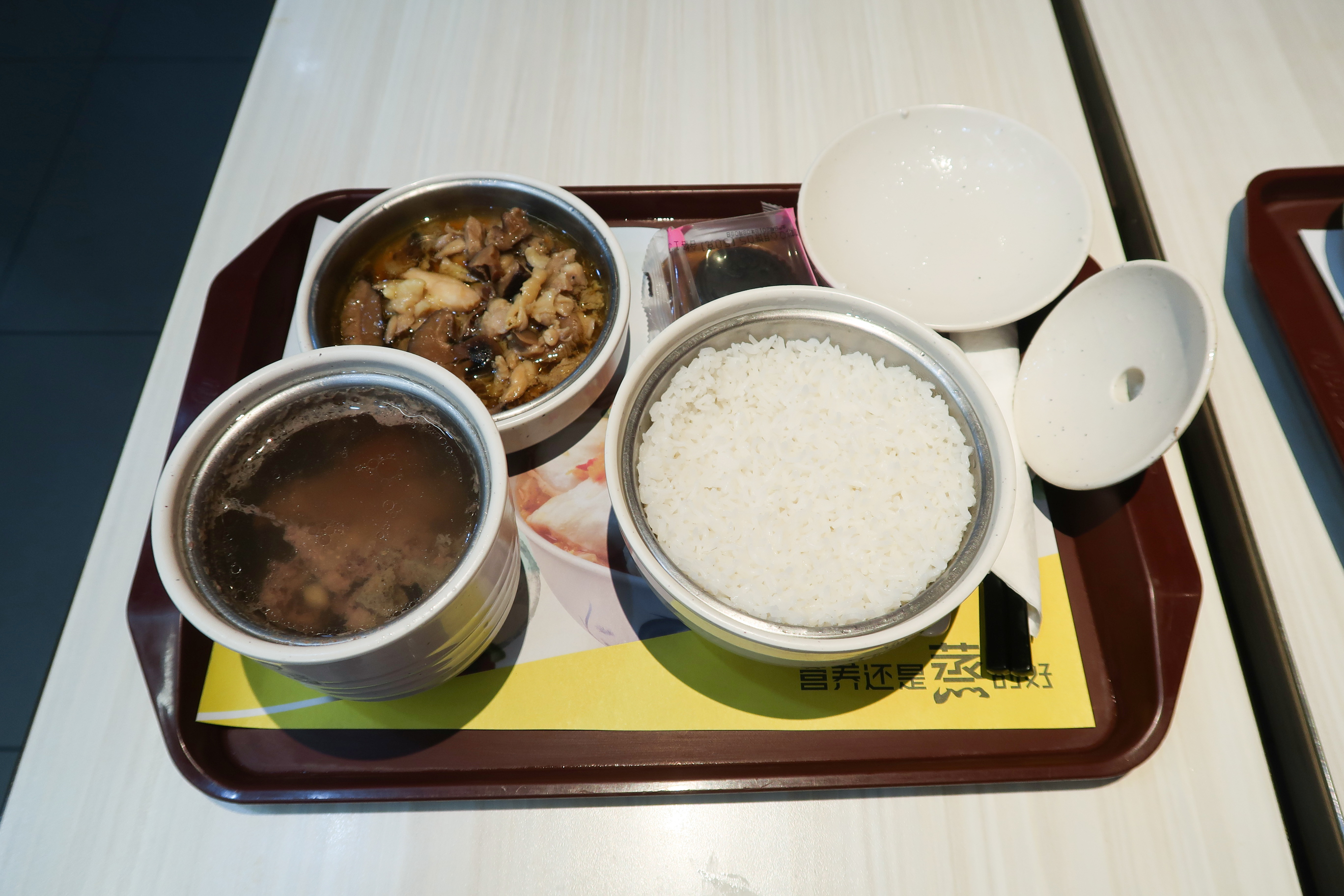
餐廳主打原盅蒸汤、蒸饭等蒸品

真功夫是中国大陆一家中式快餐企业，主打原盅蒸汤、蒸饭等蒸品，于1994年成立。當前尚未於港澳台及國外開店。

## 历史
1994年，蔡达标、潘敏峰夫妇经营的五金店倒闭，蔡达标的小舅子潘宇海让蔡达标、潘敏峰夫妇参股（蔡达标占50%）自己在东莞长安经营的“168甜品屋”，后改名为“168蒸品店”。1997年底改为「双种子」饮食公司，潘宇海占股权50%，蔡达标和潘敏峰各占股权25%。1999年，双种子开始向广州地区扩张，但遇到了广州人对品牌认知的不理解，而其模仿西方快餐店做薯条的菜单也不被认可。
2004年，通过叶茂中的策划公司的帮助，「雙种子」改名「真功夫」，以蒸饭等中餐为主打，并以类似李小龙形象的招牌作为吸引顾客的方式重新打造新形象。2005年其分店达到100家。2006年获得风投公司今日资本投资，2007年10月，蔡达标引入今日资本和联动投资两家风投联合向真功夫注资3亿元。同年，蔡达标、潘敏峰协议离婚，潘敏峰股权归蔡达标所有。
2009年真功夫筹备上市，但当年蔡达标爆发“二奶门”，4月1日一胡姓女士在广州烈士陵园门前召集多个媒体记者，宣称于1995年与蔡达标相识，2000年在贵州老家为其生下儿子，其所带10岁小孩是蔡的儿子，且蔡不止有一个二奶。
之后潘敏峰状告蔡达标要求拿回25%股权，真功夫监事，潘宇海的妻子窦效嫘起诉蔡达标损害公司利益，称其在担任真功夫董事长及实际控制人期间，涉嫌利用职务之便，非法占用、使用公司资产3600万元。2009年8月潘宇海、潘敏峰等人到真功夫公司总部抢账本和及争夺人员任命。2010年2月，广州天河法院对股东要求履行公司知情权诉讼作出判决，要求蔡达标提供财务资料给股东进行审计；蔡达标不服上诉，但2010年8月广州中院终审判决维持原判，司法审计开始后发现大量违法犯罪事实向司法机关报案。2011年3月17日，广州市公安机关对真功夫董事长蔡达标等人涉嫌经济犯罪一案展开侦查，4月22日蔡达标被抓捕归案。
2013年12月12日广州市天河区法院认定蔡达标职务侵占和挪用资金两项罪名成立，判处有期徒刑14年，没收个人财产100万元，蔡表示不服即将上诉。
同时，据媒体报导，真功夫2012年度的营业收入比2011年度增长约20%，净利润约为2%-5%。2013年上半年真功夫营业额持续保持正增长，TC客流量的增长是营业额增幅的两倍。
2019年12月，李小龙女儿李香凝起诉真功夫使用酷似李小龙形象图标，索赔经济损失2.1亿元。真功夫表示案件刚由法院立案，尚未开庭审理，暂不发表意见，同时表示时隔多年才被起诉，表示很疑惑。

## 主要人物

### 創始人
- 蔡達標：真功夫創始人之一，本來持有25%股權。原任董事長，2011年4月因經濟犯罪被捕，2012年8月被判囚14年。
- 潘敏峰：蔡達標之前妻。真功夫創始人之一，本來持有25%股權。
- 潘宇海：潘敏峰之弟。真功夫創始人之一，本來持有50%股權。原任副董事長。

### 蔡家
- 蔡春媚：蔡達標之大妹，掌管真功夫公司的採購。[8]
- 李躍義：蔡春媚之丈夫，掌管真功夫全國門店的廚具和裝修。[8]
- 蔡亮標：蔡達標之弟，掌管真功夫公司的電腦供應。[8]
- 王志斌：蔡達標之妹蔡春紅的丈夫，掌管真功夫公司的家禽供應。[8]

### 潘家
- 竇效嫘：潘宇海之妻。真功夫公司的監事。

## 公司产品
真功夫主打中餐食品，包括蒸饭等食品，与麦当劳等快餐店形成差异。